# Oravská Polhora

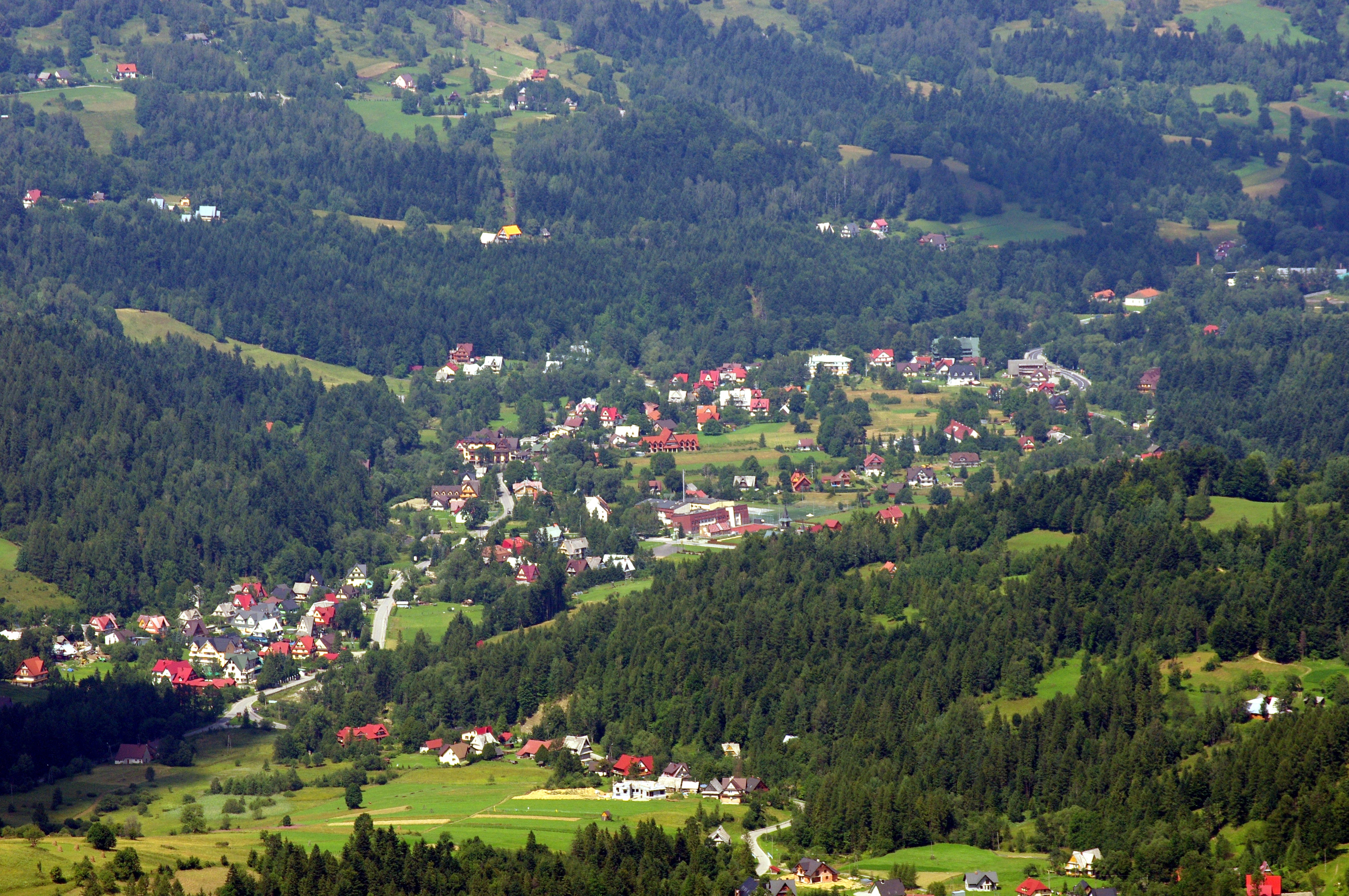
Oravská Polhora

Oravská Polhora (Hongaars: Polhora) is een Slowaakse gemeente in de regio Žilina, en maakt deel uit van het district Námestovo.
Oravská Polhora telt 3.781 inwoners.